# Úplný a věrný funktor
Věrný funktor je v teorii kategorií funktor, který je na množině hom injektivní (prostý).
Úplný funktor je na množině hom surjektivní („na“).
Funktor, který je zároveň věrný a úplný se nazývá úplně věrný funktor.

## Formální definice
Nechť C a D jsou (lokálně malé) kategorie a nechť F : C → D je funktor z C do D. Funktor F zavádí pro každou dvojici objektů X a Y v C zobrazení
{\displaystyle F_{X,Y}\colon \mathrm {Hom} _{\mathcal {C}}(X,Y)\rightarrow \mathrm {Hom} _{\mathcal {D}}(F(X),F(Y)).}
Řekneme, že funktor F je
- věrný, pokud FX,Y je injektivní[1][2]
- plný, pokud FX,Y je surjektivní[3][4]
- úplně věrný (= úplný a věrný), pokud FX,Y je bijektivní

pro každé X a Y v C.

## Vlastnosti
Věrný funktor nemusí být injektivní na objektech nebo morfismech. To znamená, že dva objekty X a X′ se mohou zobrazit na stejný objekt v D (kvůli tomu obor hodnot úplného a věrného funktoru není nutně izomorfní s C), a dva morfismy f : X → Y a f′ : X′ → Y′ (s různými doménami a/nebo kodoménami) se mohou zobrazit na stejný morfismus v D. Obdobně úplný funktor nemusí být surjektivní na objektech nebo morfismech. V D mohou existovat objekty, které pro nějaké X v C nejsou tvaru FX. Morfismy mezi takový objekty zřejmě nemohou pocházet z morfismů v C.
Úplně věrný funktor je nutně injektivní na objektech až na izomorfismus. To znamená, že pokud F : C → D je úplně věrný funktor a {\displaystyle F(X)\cong F(Y),} pak {\displaystyle X\cong Y}.

## Příklady
- Zapomínající funktor U : Grp → Set převádí grupy na jejich podkladovou množinu, což je „zapomínající“ grupová operace. U je věrný, protože dva grupové homomorfismy se stejnou doménou a kodoménou si jsou rovné, pokud jsou dány stejnou funkcí na podkladových množinách. U však není úplný, protože existují zobrazení mezi podkladovými množinami grup, které nejsou grupovými homomorfismy. Kategorie s věrným funktorem na Set je (z definice) konkrétní kategorií; tento zapomínající funktor obecně není úplný.
- Funktor inkluze Ab → Grp je úplně věrný, protože Ab (kategorie abelovských grup) je z definice plnou podkategorií kategorie Grp indukovanou abelovskými grupami.

## Zobecnění na (∞, 1)-kategorie
Pojem 'plného' nebo 'věrného' funktoru se nepřevádí na pojem (∞, 1)-kategorie. V (∞, 1)-kategorii jsou zobrazení mezi libovolnými dvěma objekty určena (až na homotopie) pouze prostorem. Protože prosté (injektivní) zobrazení a zobrazení „na“ (surjektivní) se při homotopii nezachovávají (uvažujme intervalové vnoření do reálných čísel oproti zobrazení intervalu na jeden bod), nemáme pojem, že funktor je „úplný“ nebo „věrný“. Můžeme však definovat funktor kvazikategorií jako úplně věrný, pokud pro každé X a Y v C je zobrazení {\displaystyle F_{X,Y}} slabě ekvivalentní.